# Вільховецька сільська рада (Бережанський район)
Вільхове́цька сільська́ ра́да — адміністративно-територіальна одиниця та орган місцевого самоврядування в Бережанському районі Тернопільської області до 10 серпня 2017. Адміністративний центр — село Вільховець.

## Загальні відомості
- Територія ради: 18,778 км²
- Населення ради: 765 осіб (станом на 2001 рік)

## Населені пункти
Сільській раді були підпорядковані населені пункти:
- с. Вільховець

## Склад ради
Рада складалася з 14 депутатів та голови.
- Голова ради: Фанго Галина Василівна
- Секретар ради: Чемерейко Світлана Василівна

### Керівний склад попередніх скликань
| Прізвище, ім'я, по батькові | Основні відомості                                                                                          | Дата обрання | Дата звільнення |
| --------------------------- | --- | ------------ | --------------- |
| Фанго Галина Василівна      | Сільський голова, 1959 року народження, освіта середня спеціальна, член Конгресу Українських Націоналістів | 26.03.2006   | 31.10.2010      |
| Фанго Галина Василівна      | Сільський голова, 1959 року народження, освіта середня спеціальна, позапартійна                            | 31.10.2010   |                 |

Примітка: таблиця складена за даними сайту Верховної Ради України

### Депутати
За результатами місцевих виборів 2010 року депутатами ради стали:

#### За суб'єктами висування
| Суб'єкт висування               | Кількість обраних депутатів | %    |
| ------------------------------- | --------------------------- | ---- |
| Самовисування                   | 12                          | 85,7 |
| Політична партія «Наша Україна» | 2                           | 14,3 |

#### За округами
| № округу                        | Прізвище, ім'я, по батькові      | Дата визнання обраним | Освіта             | Партійна приналежність | Відомості про обраного депутата                            |
| ------------------------------- | -------------------------------- | --------------------- | ------------------ | ---------------------- | ---------------------------------------------------------- |
| Політична партія «Наша Україна» |                                  |                       |                    |                        |                                                            |
| 10                              | Матвійчик Світлана Василівна     | 02.11.2010            | вища               | позапартійна           | Вільховецька сільська рада, секретар                       |
| 12                              | Гринкевич Тарас Володимирович    | 05.08.2012            | вища               | позапартійний          | Тернопільське відділення «Райфайзен Банк Аваль», економіст |
| Самовисування                   |                                  |                       |                    |                        |                                                            |
| 1                               | Ціпкало Василь Ігорович          | 02.11.2010            | незакінчена вища   | позапартійний          | тимчасово не працює                                        |
| 2                               | Олійник Ганна Іванівна           | 02.11.2010            | середня спеціальна | позапартійна           | Бережанська загальноосвітня школа № 3, техпрацівник        |
| 3                               | Перфецька Оксана Теодозіївна     | 02.11.2010            | вища               | позапартійна           | Вільховецька сільська рада, бухгалтер                      |
| 4                               | Абрамець Олександр Віталійович   | 16.05.2011            | незакінчена вища   | позапартійний          | тимчасово не працює                                        |
| 5                               | Гуменний Володимир Петрович      | 02.11.2010            | середня спеціальна | позапартійний          | тимчасово не працює                                        |
| 6                               | Онишків Віктор Ігорович          | 02.11.2010            | вища               | позапартійний          | тимчасово не працює                                        |
| 7                               | Засєдко Леся Василівна           | 02.11.2010            | середня спеціальна | позапартійна           | тимчасово не працює                                        |
| 8                               | Солонинка Марія Михайлівна       | 02.11.2010            | середня спеціальна | позапартійна           | Вільховецька сільська рада, землевпорядник                 |
| 9                               | Пальник Володимир Ярославович    | 02.11.2010            | середня спеціальна | позапартійний          | тимчасово не працює                                        |
| 11                              | Пусь Роман Юрійович              | 02.11.2010            | середня спеціальна | позапартійний          | ТОВ «Христина», робітник                                   |
| 13                              | Олійник Василь Ігорович          | 02.11.2010            | середня спеціальна | позапартійний          | тимчасово не працює                                        |
| 14                              | Мединський Святослав Миколайович | 02.11.2010            | середня спеціальна | позапартійний          | Тернопільське абленерго, майстер                           |